# Isotta (nome)
Isotta  è un nome proprio di persona italiano femminile.

## Varianti
- Femminili: Isolda[3], Iselda[3], Isilde[2]

### Varianti in altre lingue
- Catalano: Isolda[4]
- Celtico: Iseult[1], Ysolt[1], Isolde[1], Isolda[1]
- Cornico: Eseld[1]
- Gallese: Esyllt[1][5]
- Georgiano: იზოლდა (Izolda)[1]
- Francese: Yseult[1][5], Iseult[5]
- Inglese: Isolde[1], Isold[6]
- Medio inglese: Iseut[1]
- Polacco: Izolda[1]
- Russo: Изольда (Izol'da)
- Spagnolo; Isolda[4]
- Tedesco: Isolde[1]

## Origine e diffusione

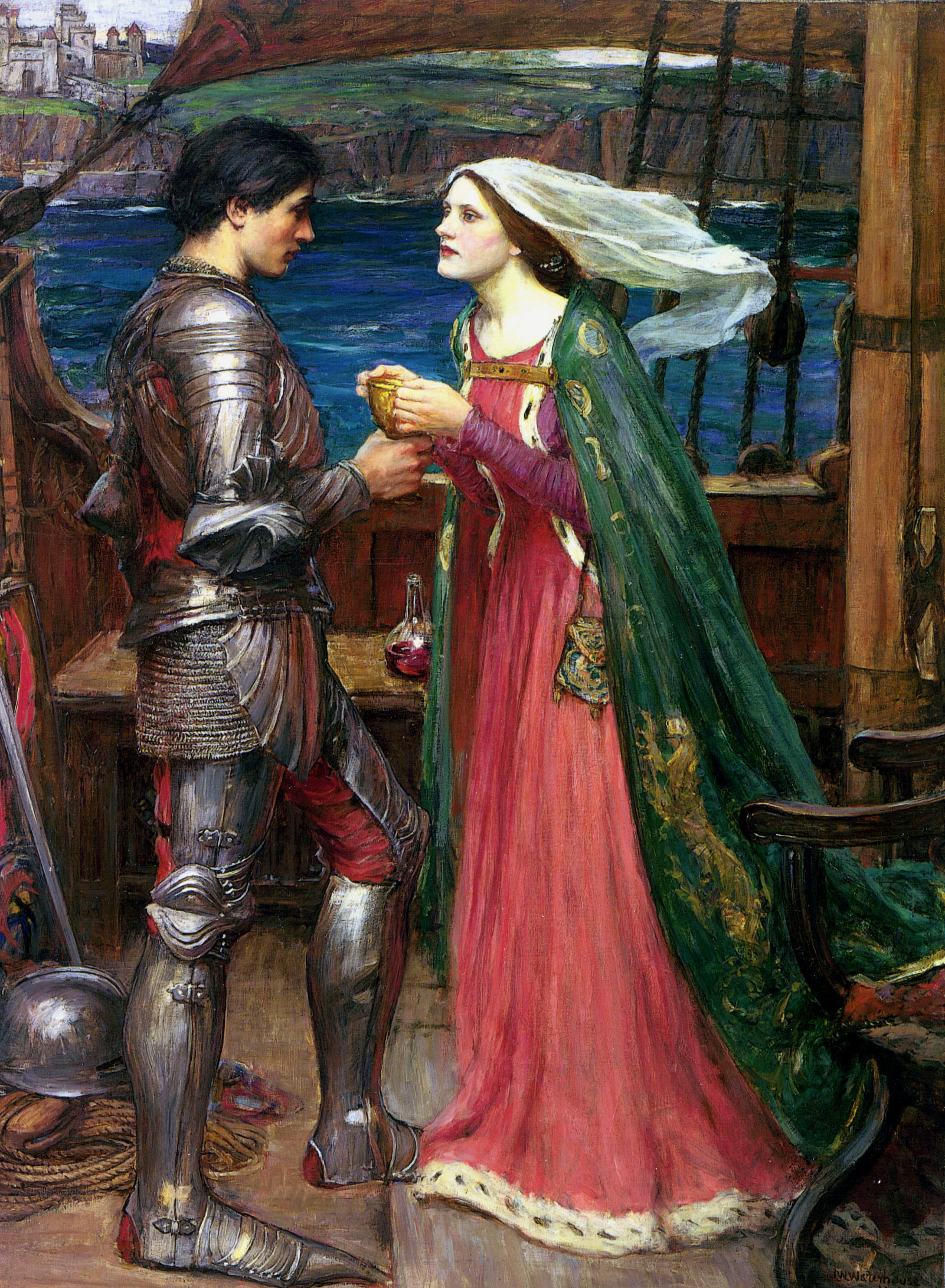
Tristano e Isotta con la Pozione, di John William Waterhouse

Si tratta di un classico nome di tradizione letteraria, che affonda le sue radici nel mito di Tristano e Isotta. Questa leggenda era molto popolare in epoca medievale, e in quel periodo il nome acquisì una certa popolarità in Inghilterra. Nel 1800 tornò a diffondersi grazie all'opera di Wagner Tristan und Isolde. In Italia il suo uso fu ulteriormente aiutato da una successiva opera di D'Annunzio, Isotta Gottadauro, e dall'Isotta Fraschini, una delle prime autovetture, ed è attestato principalmente in Emilia e in Toscana.
Etimologicamente, Isotta risale al francese Iseult (o Yseult), di origine molto incerta e dibattuta. Frequentemente vengono ipotizzate origini germaniche, nel qual caso il nome viene considerato composto da is ("ghiaccio") oppure da isan ("ferro"), combinato con hild ("battaglia") o con waltan (o wald, vald, "comandare", "dominare"); Förstemann registra un composto di isan e hild (Isanhilt) e uno di isan e wald (Isinolt, Isnolt, maschile), entrambi poco significativi, e nessun composto con is e gli altri due termini. Seguendo tali interpretazioni, al nome vengono attribuiti significati quali "dominio di ghiaccio", "combattente sul ghiaccio", "combattente col ferro" o "guerriera di ferro".
Secondo altre fonti, però, sono più probabili origini celtiche, ad esempio come composto dei termini gallesi is ("sotto") e allt ("pendio", "versante"), ipotesi supportata dal fatto che la prima donna così chiamata di cui si abbia notizia fu una gallese dell'VIII secolo.

## Onomastico
L'onomastico viene festeggiato il 1º novembre per la festa di Ognissanti, in quanto il nome non è portato da alcuna santa e quindi è adespota.

## Persone

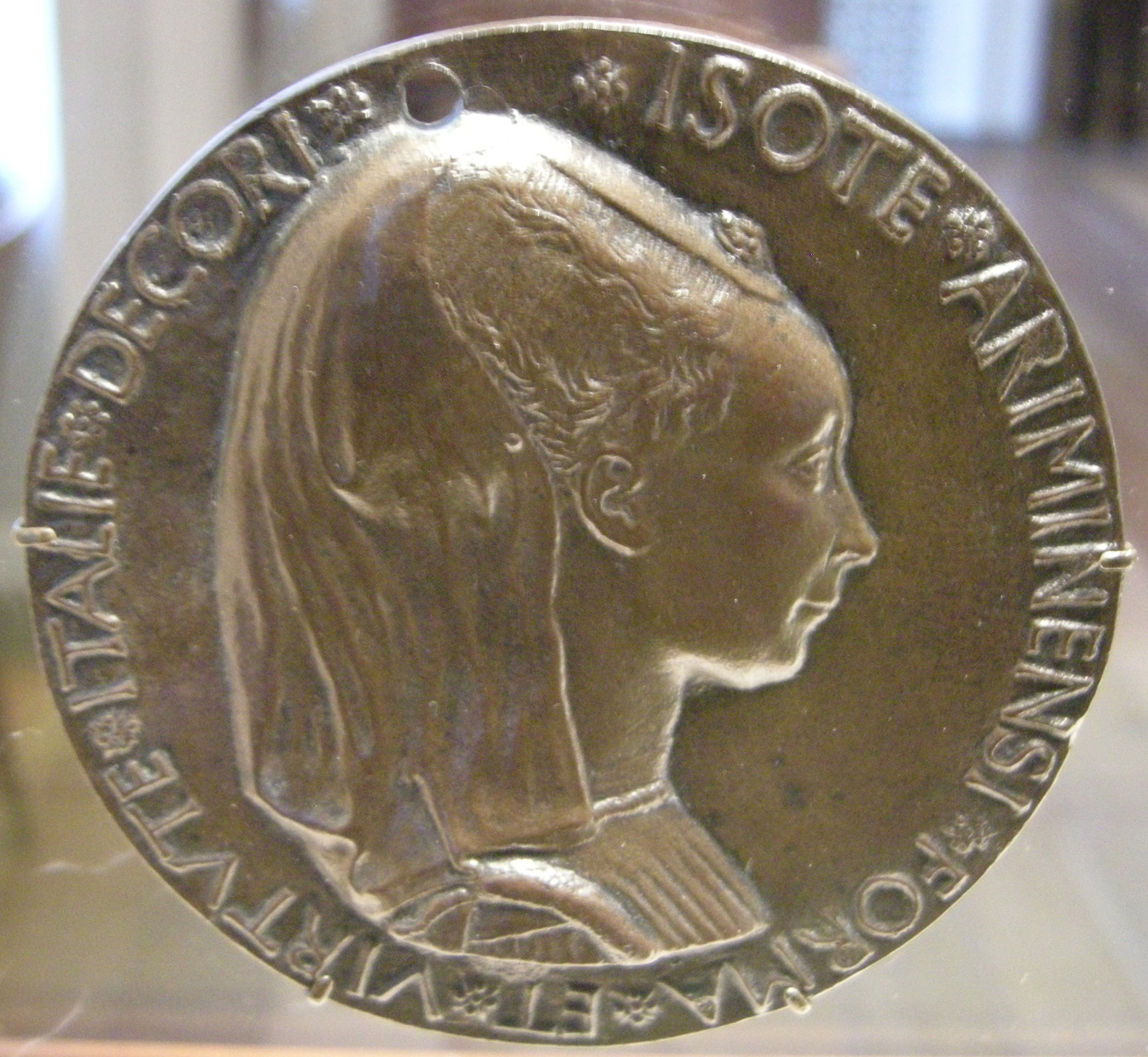
Isotta degli Atti

- Isotta degli Atti, nobile italiana
- Isotta Gervasi, medico italiano
- Isotta Nogarola, umanista italiana
- Isotta Ingrid Rossellini, scrittrice, saggista e accademica italiana

### Varianti
- Iseut de Capio, nobildonna e trovatrice francese
- Iseult Duff, psicoanalista britannica
- Izol'da Djuchauk, attrice tedesca
- Isolde Kostner, sciatrice alpina italiana

## Il nome nelle arti
- Isotta è il nome della protagonista femminile del mito di Tristano e Isotta.
- Isotta è il titolo di un racconto di Cesare Cantù.
- Isotta Barbarino è la protagonista del racconto L'avventura di una bagnante di Italo Calvino, contenuto all'interno della raccolta Gli amori difficili.

## Toponimi
- 211 Isolda è un asteroide della fascia principale che prende il nome dall'omonimo personaggio letterario.